# Asri Muda
Mohamed Asri bin Muda (Kota Bharu, 10 de octubre de 1923 - Kuala Lumpur, 28 de agosto de 1992) fue un periodista y político malasio que fungió como presidente del Partido Islámico Panmalayo (PAS) entre 1969 y 1982, y como Menteri Besar (Gobernador o Ministro Principal) del Estado de Kelantan entre 1964 y 1974. Fue también Líder de la Oposición Federal de Malasia entre 1971 y 1973, cuando el PAS se unió al oficialista Barisan Nasional (Frente Nacional).

## Trayectoria política
Como miembro importante dentro del PAS, Asri se convirtió en Jefe de Gobierno del Estado de Kelantan el 7 de mayo de 1964 luego de la abrumadora victoria del partido en las elecciones estatales ese año. Sucedió a Ishak Lotfi Omar, que decidió no presentarse a la reelección. Fue reelegido por amplio margen en 1969. En 1974 decidió retirarse del cargo para convertirse en Ministro del Gobierno Federal, siendo sucedido por Mohamed Nasir.
Bajo el liderazgo de Asri, el PAS se convirtió en miembro de la coalición gobernante Barisan Nasional (BN) por primera y única vez, de 1972 a 1977. Asri se convirtió en el ministro de Tierras y Desarrollo Rural en el gobierno de BN. El liderazgo de Asri también fue notable por el cambio de las perspectivas del PAS hacia el nacionalismo malayo. Tanto la adhesión al BN y como el alejamiento de las plataformas políticas basadas en la religión hicieron que el partido perdiera apoyo. Tras una crisis en el estado de Kelantan en noviembre de 1977, el PAS fue expulsado de la coalición gobernante y perdió mucha fuerza y el gobierno estatal kelantanés en las elecciones de 1978, sin poder recuperar en los siguientes comicios en 1982. Ese mismo año, Asri fue derrocado como líder del PAS por la facción religiosa ulama del partido, para ser reemplazado por Yusof Rawa. Después del mandato de Asri, el PAS cambió a una plataforma religiosa más radical.
Luego de perder el control del partido, Asri abandonó el PAS y fundó el Partido del Pueblo Musulmán de Malasia (HAMIM), dentro del Barisan Nasional, aunque no logró ningún éxito electoral en las elecciones de 1986. En 1988, disolvió el HAMIM para unirse a la Organización Nacional de los Malayos Unidos (UMNO), alegando que el PAS se había "desviado" y había sido "contaminado por elementos extremistas extranjeros". Falleció el 28 de agosto de 1992, poco antes de cumplir los 69 años.